# TV 도쿄
주식회사 테레비도쿄(일본어: 株式会社テレビ東京, TV Tokyo Corporation)는 일본의 광역 간토권을 방송 대상 지역으로 하는 보수성향의 텔레비전 방송국이다. 콜사인은 JOTX-DTV이며, TX로 약칭하기도 한다.
약칭은 테레비도쿄(テレビ東京), 더 줄여서 테레도(テレ東)라고 부르기도 한다.
일본의 5대 민영방송 중 가장 늦게 개국한 방송국이자 마지막으로 VHF채널을 부여받은 방송국이기도 하다. 허가 당시에는 교육방송이었지만, 설립 1년 만에 큰 적자를 보면서 일반 텔레비전 방송으로 전환했으며, 흑자 전환에 10여 년이 걸렸다고 한다. TXN 협정을 통해 5개 지방 방송과 연결되어 있다.

## 개요
- 아날로그 TV방송 당시 사용했던 VHF 12번 채널은 원래 주일미군이 사용하던 채널이었다.
- 개국 당시에는 과학기술 학원 공업고등학교의 교육방송을 방송하는 교육전문 방송국이었으며 이 당시에는 광고를 방송하지 않았다.
  - 이런 이유로 만성적인 적자에 시달리게 되고 그 결과 1966년 4월 방송시간을 당시 일본의 다른 민영방송국의 방송시간에도 못미치는 5시간 반(일요일은 4시간만 방송했다.)으로 축소했다(이 상황은 1967년 도쿄 12채널 프로덕션이 설립되기 전까지 계속되었으며 이후에도 프로그램수가 부족해 오전 10시부터 방송을 시작했다고 한다[1]).
- 1969년 10월 27일부터 니혼케이자이신문이 경영에 본격적으로 관여하기 전까지는 아사히 신문이 경영에 관여했었다(참고로 니혼케이자이 신문은 1969년 10월 26일까지 일본교육TV(현재의 TV 아사히)와 자본관계를 맺고 있었다).
- 1973년 10월 1일 주식회사 도쿄 12채널(도쿄 12채널 프로덕션의 새 명칭)이 방송사업권을 양도 받으면서 종합방송국이 되었다.
- 1982년 메가TON네트워크[2]를 결성한 뒤 1991년 네트워크를 완성시키지만[3] 방송구역 안에서도 시청이 불가능한 곳이 있다.
- 2016년 TV도쿄가 가을부터 도라노몬 사옥에서 롯폰기 스미토모 부동산 그랜드 타워로 사옥을 이전했다.

## 연혁
- 1964년 4월 12일 - 과학기술 학원 공업고등학교 개교에 따라 교육방송 개시.
- 1968년 3월 28일 - 컬러 텔레비전 방송 개시(도쿄에서 5번째로 실시).
- 1968년 7월 1일 - 도쿄 12채널 설립과 동시에 개국
- 1969년 10월 27일 - 주식회사 니혼케이자이 신문가 재단법인 일본 과학기술 진흥 재단 텔레비전 사업 본부 운영을 담당한다.
- 1973년 10월 1일 - 상호를 주식회사 도쿄 12채널로 변경하면서 재단법인 일본 과학기술 진흥 재단에서 방송 사업권을 양도받는다.
- 1973년 11월 1일 - 도쿄 타워 시바 공원 스튜디오 준공 (도쿄도 미나토구 시바 공원 4-4-7)
- 1973년 11월 1일 - 종합 텔레비전 방송국으로 면허 변경.
- 1978년 3월 20일 - 히타치 사운드 브레이크 방영 개시
- 1978년 12월 25일 - 음성다중방송 개시.
- 1981년 10월 1일 - 상호를 (구) 주식회사 도쿄12채널 (현) 주식회사 TV 도쿄로 변경.
- 1982년 3월 1일 - 테레비도쿄의 네트워크명을 메가TON 네트워크 결성이 되었다.
- 1985년 12월 12일 - 사옥을 도쿄 타워 시바 공원 스튜디오에서 도라노몬 닛케이전파회관으로 이전
- 1989년 4월 1일 - 네트워크명을 메가TON 네트워크에서 「TXN」으로 변경하면서 TX를 정식 약칭으로 삼는다.
- 1996년 10월 1일 - 데이터 다중방송 IT비전 개시(~ 2003년 12월 26일).
- 1997년 12월 17일 - 일명 포켓몬 쇼크 사건이 발생해 방송이 일시 중단되었다(~ 1998년 1월 30일).[4]
- 1997년 12월 24일 - CS 유료 텔레비전 방송 AT-X 방송 개시.
- 1998년 4월 15일 - 포켓몬쇼크를 일으켰던 포켓몬스터 방영을 재개 한다.
- 1998년 10월 1일 - 로고로 변경.
- 2000년 6월 26일 - 자회사 AT-X를 주식회사로 전환하면서 AT-X의 사업권을 양도.
- 2000년 12월 1일 - BS디지털 방송국 「BS JAPAN」(현 BS TV 도쿄)개국.
- 2001년 5월 24일 - 대한민국의 매일방송(MBN)과 전략적 제휴 협정을 체결.
- 2001년 5월 27일 - TV도쿄 서울지국을 매경미디어센터 입주
- 2003년 6월 25일 - 영문 회사명을 Television Tokyo Channel 12,Ltd.에서 TV TOKYO Corporation으로 변경.
- 2003년 12월 1일 - 지상 디지털 텔레비전 본방송 개시.
- 2006년 4월 1일 - 원세그 본방송 개시.
- 2010년 10월 1일 - TV도쿄 지주회사 주식회사 TV도쿄 홀딩스 설립
- 2011년 7월 24일 - 디지털 텔레비전 방송 전환. 지상파 아날로그 텔레비전 본방송 종료
- 2013년 5월 31일 - 이날 오전 9시를 기해 도쿄 스카이트리를 통한 디지털방송 전파송출 시작
- 2015년 3월 31일 - 이날 정오를 기해 BS디지털 위성을 통해 송출하던 난시청지역용 지상파 동시방송을 중단.
- 2016년 11월 7일 - 기존 사옥 도라노몬에서 본사를 도쿄도 미나토 구 롯폰기 (스미토모 부동산 롯폰기 그랜드 타워 내)로 이전. (도라노몬 구 사옥은 닛케이전파회관으로 사용함.)
- 2023년 11월 - 개국 60주년 기념, 신 로고 변경.

## 로고 변천사

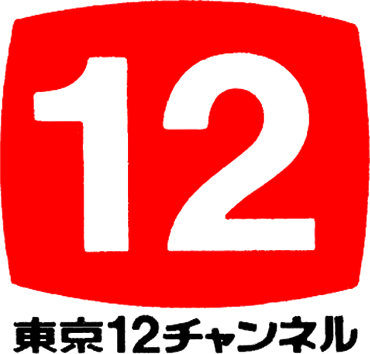
1973부터 1981년 3월까지 사용했던 로고
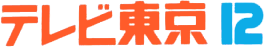
1981년 4월부터 1998년 9월까지 사용했던 로고
1998년 10월부터 2023년 11월까지 사용했던 로고
2023년 11월부터 사용하는 로고 (일본어판)
2023년 11월부터 사용하는 로고 (영어판)

## 채널번호

### 디지털 채널 (가상채널 7번)
- 도쿄·요코하마·사이타마·지바 23Ch 12Ch
- 우츠노미야(도치기) 18Ch
- 미토(이바라키) 18Ch
- 히타치(이바라키) 18Ch
- 마에바시(군마) 45Ch
- 하치조 섬(도쿄도) 12Ch
- 미야케 섬(도쿄도) 12Ch
- 타마(도쿄도) 59Ch
- 하치오우지(도쿄도) 62Ch
- 나리타(지바) 61Ch
- 치치부(사이타마) 44Ch
- 우츠노미야(도치기) 44Ch
- 닛코(도치기) 62Ch
- 미토(이바라키) 32Ch
- 히타치(이바라키) 62Ch
- 마에바시(군마) 62Ch

## TV 도쿄의 강점

### 여행·음식 프로그램
- 일반적인 여행 프로그램부터 퀴즈 등 버라이어티 요소 등을 가미한 프로그램 등 많은 수의 여행 프로그램을 방송하고 있으며 드라이브나 낚시 관련 프로그램도 많이 방송하고 있다.

### 버라이어티 프로그램
- 종합 편성을 시작했던 때부터 지금까지 아무도 주목하지 않았거나 혹은 주목했다고 해도 성공여부가 불투명한 부분에 초점을 둔 프로그램을 만드는 일이 많은데 이는 TV도쿄의 프로그램 제작 예산이나 세트등이 다른방송국보다 적어 아이디어를 중시하는 경향이 강해졌기 때문으로 보인다.
  - 경기형 버라이어티 프로그램 TV 챔피언에서 주로 다뤄진 주제중 하나인 대식, 감정 프로그램인 개운! 뭐든지 감정단의 주제인 보물의 경우 다른 방송국에 영향을 끼치기도 했으며 지금도 TV도쿄의 주요한 방송소재로 자리잡고 있다.
    - 하로! 모닝구 (ハロー!モーニング)
    - 하로모니@ (ハロモニ@)

### 보도 프로그램
- 니혼케이자이신문과의 관계를 살려 경제상황에 관련된 보도 프로그램을 다른 방송국보다 많이 방송하고 있다.
- 이와 반대로 일반 보도시간은 적은 편으로 사건속보나 선거관련 프로그램이 방송되지 않거나 방송을 해도 다른 방송국보다 짧은 예가 많다.[5]

### 애니메이션
- 타 방송사보다 자사발주 애니메이션 방영시기[6] 도 늦고 방송 초기에는 많은 주목을 받지 못하였으나 1986년부터 자사발주 애니메이션 방송체계가 완성되면서 애니메이션이 강하다는 평가를 받게 되었으며 1991년에는 시청률이 10%가 넘어가는 애니메이션도 존재하게 되어 TV도쿄의 수익에도 큰 영향을 끼치게 되었으며 TV 아사히, 후지TV와 쌍벽을 이룰 정도로 동등한 위치가 된다.[7] 1996년 엘프를 사냥하는 자들을 방송하면서 심야 애니메이션 방송을 일반화 시키기도 하였다.[8]
- 심야 애니메이션의 경우 도쿄의 네트워크 중심방송국에서 방송한 최초의 심야 애니메이션 엘프를 사냥하는 자들을 방송한 뒤부터 10년동안 TV도쿄의 심야 애니메이션은 항상 화제작을 계속 방송해 나가면서 TV도쿄 심야시간대 편성의 주체가 되고 있으며 그 영향력이 커서 예전에는 방송 개시 시간이 변동하는 것이 일반적인 심야시간대임에도 심야 애니메이션 방송은 원칙적으로 방송 개시 시간이 고정되었을 정도이다.[9].
- 이러한 애니메이션 외에도 특수촬영 드라마를 방송하고 있는데 1970년대부터 방송하기 시작했으며[10] 이러한 특수촬영 드라마는 80년대 들어서 잠시 중단된 적도 있었으나 1990년대 중순부터 다시 방송하기 시작해 2000년대에 들어서는 심야시간대는 물론 일요일이나 토요일 이른 아침에 많이 방송하고 있다.

### 신년전야 프로그램
1995년부터 《도큐 실베스터 콘서트》(TOKYU SILVESTER CONCERT)의 매년 12월 31일 통해, 서양음악과 클래식 위주로 특집 방송하고 있다. 새해 카운트다운 2분 남은 CG 아날로그 시계를 보면서, 자정(다음날 0시)까지 넘을 수 있다.

## TV 도쿄의 약점

### 보도·예능 중심 와이드쇼
- 1970년부터 1975년까지 당시 네트워크 관계를 맺고 있던 마이니치 방송과 '부인! 2시입니다.'라는 와이드쇼를 제작하였으나 마이니치 방송과 관계가 끊기면서 중단하였고 이후 당시 계열국이었던 교토방송과 선텔레비전과 다시 와이드쇼를 제작하였으나 TV 오사카개국에 맞춰 종료하였고 그 후 방송된 후속프로그램도 얼마 안가 종료하였다.
- 현재 레이디스 4 같은 토크형 와이드쇼나 주부 정보 프로그램이 존재하고 있지만 이 프로그램에서는 예능계열 뉴스나 일반 뉴스를 방송하지 않고 있으며 이런 이유에서인지 20대나 30대 여성을 주 시청자로 잡는 프로그램이 다른 방송국보다 적다.

### 과거 영상 문제
- 1985년 이전에 제작된 프로그램에 대한 영상이 자주 방송되고 있지 않으며 이는 지금 일본의 방송 윤리 규정에 반하지 않는 과거의 인기 프로그램이 많음과 동시에 저작권의 문제로 인해 방송이 불가능한 경우도 많이 있는 것으로 추정된다.

### 드라마
- 주로 타계열 방송국 드라마 재방송이나 외국 드라마 방송이 주를 이루고 있는 반면 자사제작 드라마를 적게 방송하거나 아예 황금시간대에 드라마를 방송하지 않은때도 있었으나 12시간 와이드 드라마(현재는 신춘 와이드 시대극)나 파렴치 학원 등 유명한 드라마를 방송한 일도 많다.

## TV 도쿄에서 일어난 각종 사건들
- 1975년, 생방송으로 진행되던 '독점! 남자의 시간'이라는 포르노 성격이 짙은 버라이어티 프로그램에서 인기 만담가인 쇼후쿠테이 쓰루베가 프로그램 디렉터의 태도에 분노해 방송 도중 성기를 노출시켜 카메라에 비춘 후 사옥 밖에 있던 분수 안으로 들어가서 방송국 사장이 아꼈던 당시 시가 수백만엔의 비단잉어를 밟아 죽였고 이 일로 도쿄 12채널 출입이 금지되었던 쓰루베는 2년후인 1977년 이 프로그램의 진행자의 배려로 출연하게 된 이 프로그램의 마지막 회에서 카메라에 자신의 항문을 노출시켰다.[11] 이 사건을 계기로 도쿄 12채널(지금의 TV도쿄)측은 쓰루베를 도쿄 12채널에서 제명시켰으며 이 출입금지 조치는 2003년 TXN 계열 방송국인 TV오사카에서 제작한 키라키라 아프로라는 프로그램이 도쿄에서 수록되면서 해제되었다.
- 1997년 일부 어린이들이 TV 애니메이션 포켓 몬스터를 보던 도중 갑자기 쓰러져 병원에 입원한 사건이 발생했으며(이른바 ‘포켓몬 쇼크’) 그 후 모든 텔레비전 방송국에서 애니메이션을 방영하기 전에 텔레비전을 볼 때 방을 밝게하고 텔레비전과 일정한 거리를 두라는 내용의 자막을 내보내게 되었다.
- 2002년 5월 27일 뉴스 프로그램인 뉴스 워치와 TXN 뉴스아이에서 프로그램을 시작하면서 중국인 절도단의 범행과 그들의 체포과정을 다룬 영상을 특종으로 보도했는데 당시 취재진이 절도단의 안내인 역할을 한 일본인 남성에게 중국인 절도단의 범행에 관한 정보를 입수한 뒤 경찰에만 연락을 하고 피해를 당한 회사에는 범행사실을 통지하지 않았다고 한다.
- 2008년 12월 4일 요로센!이라는 버라이어티 프로그램에 출연한 아이돌 그룹 ℃-ute의 멤버 나카지마 사키가 아돌프 히틀러를 세계의 위인으로 소개하고 그를 히틀러 아저씨라고 부른 내용이 문제가 되어 이 방송이 나간지 4일후인 12월 8일 TV도쿄측은 「잘못된 역사 인식에 근거한 부적절한 내용이었다」라고 사죄한 뒤 홈페이지에 사과문을 게재했다.
- 2009년 7월 22일부터 23일까지 TV도쿄에서 주최한 공룡 2009라는 이벤트 회장의 음식 코너에서 판매되었던 핫도그에 유통기한이 지난 빵이 사용된 사실이 밝혀져 것이 7월 30일 TV도쿄 사장이 7월 정례회의에서 이벤트 주최자 중 한 사람으로서 사죄를 표명했다.

## 보충 서술
- 1991년 4월 TXN규슈(현·TVQ규슈방송)가 개국한 이후 TV도쿄의 영업실적이 침체했기 때문에 새로운 계열 방송국 신설이나 기존에 설립된 지역방송국과 네트워크 관계를 맺는 크로스넷 형태의 계열국 확장을 실시하지 않았으며 이는 굳이 자기 부담으로 계열국을 설치하는 것보다 기존 지역 방송국에 프로그램을 팔아 수입을 얻는 것이 낫다는 판단에 의한 것으로 보이며 실제로도 지역방송국에 프로그램을 파는 것이 TV 도쿄의 중요한 수입원 중 하나이다.[12]
- 1997년에 일어난 포켓몬 쇼크를 계기로 애니메이션 심사시준이 엄격해졌다.
- 다른 방송국과 달리 토요일을 제외하고 24시간 방송을 실시하고 있지 않다.
- 5대 민영 방송국 중 시청률은 가장 낮지만 시청자층을 확실히 구분한 프로그램을 많이 방송해서인지 고정팬이 많은 편이며 프로그램 개편을 자주하는 편이다.
- 스포츠 프로그램의 경우 승마, 모터스포츠, 골프, 축구 등을 주로 방송하고 있으며 예전에는 레슬링이나 럭비, 탁구 관련 프로그램도 많이 방송하고 있었다.
- 일본의 TV방송국이나 라디오방송국들은 설립 당시 신문사가 중심이 되어 설립되었기 때문에 신문사의 논조대로 뉴스의 보도방침이나 프로그램 편성이 결정되는 경향이 있는데 TV도쿄는 다른 방송국보다 이러한 경향이 강해 일부에서는 재계의 입장을 반영하는 보도자세가 노골적으로 나타난다는 비판을 받고 있다.
  - 실제로 2008년 9월 TV도쿄에서 제작한 경제관련 다큐멘터리 프로그램 닛케이 스페셜 가이아의 새벽에서 거듭되는 위법행위에 때문에 행정 처분을 받아 그 해 7월말에 폐업한 한 인력파견 회사에 대한 프로그램을 방송하면서 그 회사의 중역들에게는 인터뷰를 실시했지만 파견인력으로 등록된 노동자 측에 대한 인터뷰는 전혀 하지 않았다고 하며 이와 관련해 다른 인력 파견 회사의 위법행위를 취재했을 때에도 「이러한 악질적인 업자는 극히 일부입니다」라는 나레이션을 삽입하면서 프로그램에서 다룬 문제가 인력파견업계 전체의 문제가 아니라 그저 몇몇 회사가 일으킨 단순위법행위라는 입장을 취했다.
- 별도 정기 정파 시에는 J-POP MV 클립의 쓰고 있다.

## 같이 보기
- 니혼케이자이신문 - TV도쿄와 협력관계를 맺음.

## 도쿄도에 있는 다른 방송국

### 텔레비전 방송국
- NHK 방송 센터(라디오 겸영)
- 도쿄 방송(TBS)(JNN 중심방송국, 라디오는 현재 TBS 라디오 & 커뮤니케이션즈로 분사화)
- TV 아사히(EX)(ANN 중심방송국)
- 후지 TV(CX)(FNN·FNS 중심방송국)
- 닛폰 TV 방송망(NTV)(NNN·NNS 중심방송국)
- 방송대학학원(독립 텔레비전 방송국,민간 비영리 방송국)
- TOKYO MX(독립 텔레비전 방송국)

### 라디오 방송국
- 분카 방송(QR, NRN 계열)
- 닛폰 방송(LF, NRN 계열)
- TBS 라디오 & 커뮤니케이션즈(TBS, JRN 계열)
- FM 도쿄(JFN 계열, 도쿄도만 방송구역)
- J-WAVE(JAPAN FM LEAGUE 계열, 도쿄도만 방송구역)
- FM인터웨이브(MegaNet 계열, 도쿄도 주변 일부지역이 방송구역에 포함)